# Contea di Cue
La contea di Cue è una delle diciassette Local Government Areas che si trovano nella regione di Mid West, in Australia Occidentale. Essa si estende su di una superficie di circa 13.623 chilometri quadrati ed ha una popolazione di 328 abitanti.